# Aviario de Edward Youde
El Aviario de Edward Youde (en chino: 尤德觀鳥園) es un parque de aves de 3.000 metros cuadrados (32.000 pies cuadrados) construido sobre un valle natural, en la esquina sur del hotel parque Hong Kong, ubicado en el centro de la parte inferior de la ladera noreste del Pico Victoria en Hong Kong, China. El aviario Edward Youde se abrió al público en septiembre de 1992 y es gestionado por el Consejo Urbano. El aviario, el más grande en el sudeste de Asia, recibe el nombre del difunto Sir Edward Youde, el gobernador de Hong Kong desde 1982 a 1986.